# حمله به ایستگاه راه‌آهن کراماتورسک
در ۸ آوریل ۲۰۲۲ در جریان تهاجم روسیه به اوکراین، حمله موشکی به ایستگاه راه‌آهن کراماتورسک در شهر کراماتورسک اوکراین در استان دونتسک رخ داد. بر اساس گزارش‌ها، حداقل ۵۲ نفر کشته و ۸۷ تا ۳۰۰ نفر مجروح شدند. برخی گزارش‌های اولیه در رسانه‌های دولتی روسیه حاکی از اصابت این موشک به یک هدف نظامی است. بعدها، دولت روسیه مسئولیت این حمله را رد کرد.